# Tipula otiosa
Tipula otiosa är en tvåvingeart som beskrevs av Alexander 1924. Tipula otiosa ingår i släktet Tipula och familjen storharkrankar. Inga underarter finns listade i Catalogue of Life.